# Părvomai, Blagoevgrad
Părvomai (în bulgară Първомай) este un sat în Obștina Petrici, Regiunea Blagoevgrad, Bulgaria.

## Demografie
Componența etnică a satului Părvomai
     Bulgari (86,72%)
     Nicio identificare (13,09%)
     Altele (0,17%)
La recensământul din 2011, populația satului Părvomai era de 3.428 locuitori. Din punct de vedere etnic, majoritatea locuitorilor (86,72%) erau bulgari. Pentru 13,09% din locuitori nu este cunoscută apartenența etnică.